# Џенифер Анистон
Џенифер Џоана Анистон (енгл. Jennifer Joanna Aniston; Лос Анђелес, 11. фебруар 1969) америчка је глумица. Позната је по улози Рејчел Грин у серији Пријатељи (1994—2004), захваљујући којој је освојила награде Еми за програм у ударном термину, Златни глобус и Удружења филмских глумаца. Једна је од најплаћенијих глумица у Холивуду.

## Биографија

### Детињство и школовање
Џенифер Џоана Анистон је рођена у Шерман Оуксу. Њен отац Џон Анистон био је глумац грчког порекла, а мајка Ненси Дау (енгл. Nancy Dow) је била глумица и фотограф италијанско-шкотског порекла. Из мајчиног претходног брака имала је полубрата Џона Мелика (енгл. John Melick). Џениферин кум је био најбољи пријатељ њеног оца, амерички глумац и певач грчког порекла Тели Савалас. Петогодишња Џенифер се 1974. са родитељима преселила у Грчку, где су провели годину дана. Када је Џон добио улогу у ТВ сапуници „Love of Life“, Анистонови су се вратили у САД и наставили да живе у Њујорку. Похађала је школу „Рудолф Штајнер“, установу чија се настава спроводила по систему валдорфског образовања.
Године 1980. њени родитељи су се развели. Џенифер је наставила да живи са мајком у Њујорку, док се њен отац преселио у Њу Џерзи, где се опет оженио. Из тог брака Џенифер је добила још једног полубрата — Александера (енгл. Alexander). Иако је након њиховог развода попустила у школи, убрзо се прикључила школској драмској секцији. Такође, једна њена слика је била изложена у њујоршком музеју „Метрополитен“. Године 1983. уписала је Средњу школу за музику и уметност и драмске уметности „Фиорело Х. Лагвардија“, где се прикључила школском драмском друштву. Када је четири године касније дипломирала, одлучила је да не жели да иде на колеџ и остала је у Њујорку са мајком. За то време је зарађивала за живот бавећи се привременим пословима — радила је у хамбургерџиници на Менхетну, била је телефонски продавац и курир на бициклу. Такође, глумила је у оф-Бродвеј позоришним представама, као што су „Dancing on Checker's Grave“ и „For Dear Life“, која се изводила у њујоршком Јавном позоришту.

### Каријера
Анистонова се први пут појавила у медијима крајем 1980-их, и то у радијској емисији Шоу Хауарда Стерна. У лето 1989. преселила се у Лос Анђелес. Своју прву улогу остварила је на телевизији 1990. и то појављивањем у две епизоде краткотрајне ТВ серије „Molloy“. Исте године је у телевизијском филму „Camp Cucamonga“ тумачила улогу Ејве Шектор (енгл. Ava Schector), кћерке лика којег је тумачио Џон Раценбергер. После овога, добила је једну од главних улога у ТВ серији „Ferris Bueller“, неуспешној адаптацији филма „Ferris Bueller's Day Off“ из 1986. По завршетку ове, глумила је у неколико других ТВ серија, као и у хорор филму „Leprechaun“, који је добио лоше оцене критике.
Након неколико епизодних улога, пријавила се на аудицију за „ NBC-јеву“ комедију ситуације назива „Friends Like Us“ (срп. Пријатељи као ми). Иако су продуценти ове ТВ серије првобитно желели да Џенифер добије улогу Монике Гелер, успела је да их убеди да јој дају улогу Рејчел Грин (енгл. Rachel Green), која јој је више одговарала. Такође, Кортни Кокс, којој је улога Рејчел првобитно намењена, желела је да добије улогу Монике. Анистонова је улогу добила свега три сата после завршетка аудиције. Године 1994. ТВ серија „Пријатељи“, како је гласио њен нови, скраћени назив, почела је да се приказује и убрзо је постигла велики успех. Фризура коју је имала у том периоду постала је позната под називом „Рејчел“, по имену лика којег је тумачила. Захваљујући овој фризури, која је била веома популарна у САД, часопис „Ролинг стоун“ је Џенифер прогласио „првом фризуром Америке“.
Године 1995. Џенифер Анистон и Метју Пери, њен колега из „Пријатеља“, појавили су се у дугометражној реклами за нови оперативни систем корпорације „Мајкрософт“ — Windows 95. Прву филмску улогу после почетка приказивања ТВ серије „Пријатељи“ остварила је 1996. у комедији „She's the One“, у којој су, поред ње, глумили Едвард Бернс и Камерон Дијаз. У филму „The Object of My Affection“ из 1998, тумачила је улогу трудне социјалне раднице која одлучује да живи са својим пријатељем хомосексуалцем.
Џенифер је 1999. гостовала у цртаној ТВ серији „Саут парк“, у којој је позајмила глас лику по имену господин Стивенс у епизоди „Rainforest Schmainforest“.
Након што је претходне две године била номинована за награду „Еми“, Анистонова ју је добила 2002, и то у категорији за најбољу главну глумицу у телевизијској комедији. Исте године је у филму „Добра девојка“, који је режирао Мигел Артета, тумачила улогу касирке у малом граду. Уследио је филм „Свемогући Брус“ из 2003, у којем се Џенифер појавила у улози девојке главног лика, којег је тумачио Џим Кери. Године 2004. је тумачила насловну улогу у филму „Невоље са Поли“. За улогу у овој комедији, у којој јој је партнер био Бен Стилер, добила је 5 милиона америчких долара.
За последње две сезоне "Пријатеља", Анистонова је добијала плату од милион долара по епизоди. Према "Гинисовој књизи рекорда" из 2005. године, Џенифер Анистон је добила титулу најплаћеније ТВ-глумице свих времена, коју је поделила са женским колегиницама из серије - Кортни Кокс Аркет и Лисом Кудроу.
Анистонова је прва особа која се појавила у "Шоу Елен Деџенерес" и поклони које је донела домаћици шоуа, Елен Деџенерес, налазе се на сваком снимању.
Касне 2005. године, Анистонова је тумачила главне улоге у два значајнија филма: "Избачени из колосека" и "Шушка се...", који су имали успеха на биоскопским благајнама упркос лошим оценама критичара. Исте године је снимила и рекламу за европски огранак „Хајнекена“, која се највише приказивала пре утакмица Уефине лиге шампиона.
Године 2006, Џенифер је у анкети коју је организовао чувени "Пипл" магазин, проглашена за најбоље одевену особу у тој години, а од истог магазина је добила и награду за најприроднију особу. Исте године, Џенифер се појавила у нискобуџетној драми, "Friends With Money", који је премијерно приказан на филмском фестивалу у Кану; одлучено је да се филм не појављује у свим биоскопима, али и поред тога овај филм је остварио зараду од око 13 милиона долара. Њен следећи филм, "Раскид", који је први пут приказан 2. јуна 2006. године зарадио је 39,17 милиона долара, и то само током првог викенда приказивања, упркос равнодушним критикама о филму. Филм је остварио укупну зараду од 118 милиона долара у САД, и преко 203 милиона долара широм света. Анистонова је била умешана у контроверзне догађаје који су наступили после приказивања филма: слике са снимања "Раскида" на којима се виде њене голе груди, су преплавиле интернет.
Иснпирисана својом колегиницом Гвинет Палтроу, која је 2006. године режирала један кратки филм, Џенифер Анистон ће бити корежисер кратког филма, "Room 10", чија ће радња бити смештена у ургентном центру, а главне улоге ће тумачити Робин Рајт Пен и Крис Кристоферсон.
Магазин "Форбс" је уврстио Анистонову на листу 20 најбогатијих жена у свету забаве за 2007. годину, и она је на на тој листи 10. Налази се иза моћница као што су Опра Винфри, Џ. К. Роулинг, и Џенифер Лопез, али се зато налази испред Бритни Спирс, Кристине Агилере, и близнакиња Олсен. Богатсво Анистонове се процењује на 110 милиона долара. На листи 10 најплаћенијих звезда у свету, коју је 2006. године саставио магазин „Холивудски репортер“, налазила се и Џенифер Анистон.
Године 2007, Џенифер је позвана да се придружи „Академији филмских уметности наука“.
Према истраживању које је у октобру 2007. године објавио магазин „Форбс“, Џенифер Анистон је особа чије лице на насловним странама новина највише повећава продају истих.
Потврђено је да ће Џенифер Анистон глумити у филму „Wanted“ са Мерил Стрип и Мартином Хернандезом.

### Приватни живот
Анистонова се забављала са музичарем Адамом Дурицом, глумцем Полом Радом и била је верена са глумцем Тејтом Донованом. Њена веза са глумцем Бредом Питом је често публицизирана од стране новинара, и својевремено је била главни предмет писања свих светских таблоида. Удала се за Бред Пита 29. јула 2000. године, на раскошном венчању у Малибуу. Међутим, Пит је на снимању филма "Господин и госпођа Смит", упознао Анџелину Џоли, и њих двоје су на снимању имали романсу, што је довело до тога да су се 7. јануара 2005. године, Бред Пит и Џенифер Анистон растали. Џенифер је званично поднела тужбу за развод брака 25. марта 2005. године, која је окончана 2. октобра исте године.
После окончања развода, медији су писали о томе како је до њега дошло због одбијања Анистонове да има децу. У интервјуу за магазин "Вашар сујете", августа 2005, Џенифер је одбацила ове оптужбе рекавши: „Никада у свом животу нисам изјавила да не желим да имам деце... Одувек сам желела децу, и никада се не бих одрекла материнства због каријере."
Такође је више пута рекла да је смрт њеног дугогодишњег терапеута, који јој је помогао да лакше преброди развод са Бредом Питом, за њу била погубна. Сумирајући своју везу са Питом, Анистонова је рекла да је њихова веза, због које се нимало не каје, представљала „седам испуњених година које су провели заједно“ и да „је то била лепа, компликована веза."
Од када су се развели, Анистонова је почела да се забавља са Винсом Воном. У августу 2006. године, она је порекла трачеве да су њих двоје верени, као и трачеве који о говоре о томе како је, наводно, он њу запросио. У октобру 2006, магазин "Ју-Ес Викли" је цитирао изворе који су блиски Вону, који говори о раскиду овог пара: „Џен живи у лудом, лудом свету препуном новинара и штампе. То једноставно није његов свет." У децембру исте године, и Џенифер и Винс су потврдили да су раскинули неколико недеља раније, када га је Џенифер посетила у Лондону.
Кортни Кокс Аркет је најбоља пријатељица Анистонове. 2007. године, Анистонова је позвана да буде специјалан гост у телевизијској серији Аркетове, "Прљавштини". Анистонова је у епизоди приказаној 27. марта глумила вечитог ривала Луси Спилер (Кортни Кокс Аркет), Тину Харод. Џенифер Анистон је и кума Кортниног детета, Коко Рајли Аркет.
Џенифер је имала и две операције носа, чији је циљ био корекција девијације носа. Прва је неправилно обављена 1994. године, а друга на почетку 2007. Ово је проста медицинска интервенција која омогућава излечење ове уобичајене деформације носа, која може довести до потешкоћа у дисању и несанице. Таблоиди су ово пренели као „сређивање носа“.

## Филмографија

### Филмови
| Година | Српски назив            | Оригинални назив           | Режисер                     | Улога               |
| ------ | ----------------------- | -------------------------- | --------------------------- | ------------------- |
| 1993.  | Леприкон                | Leprechaun                 | Марк Џоунс                  | Тори Рединг         |
| 1996.  | Она је та               | She's The One              | Едвард Бернс                | Рене Фицпатрик      |
| 1996.  |                         | Dream For An Insomniac     | Тифани Дебартоло            | Алисон              |
| 1997.  |                         | Picture Perfect            | Глен Гордон Карон           | Кејт Мозли          |
| 1997.  |                         | Til There Was You          | Скот Вајнант                | Деби                |
| 1998.  |                         | The Object Of My Affection | Николас Хајтнер             | Нина Боровски       |
| 1999.  |                         | The Iron Giant             | Бред Берд                   | Ани Хјуз (глас)     |
| 1999.  | Канцеларијски простор   | Office Space               | Мајк Џаџ                    | Џоана               |
| 2001.  |                         | Rock Star                  | Стивен Херек                | Емили Пул           |
| 2002.  | Добра девојка           | The Good Girl              | Мигел Артета                | Џастин Ласт         |
| 2003.  | Свемогући Брус          | Bruce Almighty             | Том Шадијак                 | Грејс Конели        |
| 2004.  | Невоље са Поли          | Along Came Polly           | Џон Хамбург                 | Поли Принс          |
| 2005.  | Шушка се...             | Rumor Has It               | Роб Рајнер                  | Сара Хатингер       |
| 2005.  | Избачени из колосека    | Derailed                   | Микаел Хофстрем             | Лусинда Харис       |
| 2006.  | Раскид                  | The Break-Up               | Пејтон Рид                  | Брук Мејерс         |
| 2006.  |                         | Friends With Money         | Никол Холофсенер            | Оливија             |
| 2008.  | Марли и ја              |                            | Жил Нетер, Карен Розенфелт, | Џени Гроган         |
| 2009.  | Ти га просто не занимаш |                            |                             | Бет                 |
| 2010.  | Замена                  |                            |                             | Кеси Ларсон         |
| 2011.  | Како се решити шефа     |                            | Сет Гордон                  | др Џулија Харис     |
| 2014.  | Како се решити шефа 2   |                            | Шон Андерс                  | др Џулија Харис     |
| 2016.  | Роде                    |                            |                             | Сара Гарднер (глас) |
| 2019.  | Случајни детективи      |                            | Кајл Невачек                | Одри Спиц           |
| 2023.  | Случајни детективи 2    |                            | Џереми Гарелик              | Одри Спиц           |

### Телевизијске серије
| Година     | Српски назив | Оригинални назив | Продуцент                     | Улога                   | Број епизода |
| ---------- | ------------ | ---------------- | ----------------------------- | ----------------------- | ------------ |
| 1990.      |              | Ferris Bueller   | Стиф Дабин и Бет Хилсхафер    | Џени Бјулер             | 4            |
| 1990.      |              | Molloy           | Ендру Д. Вејман               | Кортни                  | 2            |
| 1992.      |              | Quantum Leap     | Анита В. Адисон и Скот Бакула | Кики Вилсон             | 1            |
| 1992—1993. |              | Herman's Head    | Енди Кадис и Грег Антоначи    | Сузи Брукс              | 2            |
| 1994—2004. | Пријатељи    | Friends          | Дејвид Крејн и Марта Кауфман  | Рејчел Грин             | 238          |
| 1996.      |              | Partners         | Џејмс Бароуз и Стен Данијелс  | јавни рачуновођа Сузан  | 1            |
| 1999.      | Саут парк    | South Park       | Мет Стоун                     | господин Стивенс (глас) | 1            |
| 2007.      |              | Dirt             | Метју Карнахан                | Тина Харод              | 1            |

## Награде
| Година        | Назив награде                                             | Категорија                                          | Улога                        | Напомена |
| ------------- | --------------------------------------------------------- | --------------------------------------------------- | ---------------------------- | --- |
| 2000.         | Награда „ТВ водич“                                        | Избор уредника                                      | Рејчел Грин у Пријатељима    | Награду су поред ње добили и Кортни Кокс Аркет, Лиса Кудроу, Мет Лебланк, Метју Пери, Дејвид Швимер, Џејн Сибет, и Џон Кристофер Ален. |
| 2001. - 2004. | Награда „Избор народа“                                    | Најбоља женска ТВ глумица                           | Рејчел Грин у Пријатељима    | Награду је добијала четири године заредом (2001, 2002, 2003, и 2004)                                                                   |
| 2002.         | Награда холивудског филмског фестивала                    | Глумица године                                      |                              | |
| 2002.         | Награда „Избор тинејџера“                                 | Најбоља глумица у ТВ комедији                       | Рејчел Грин у Пријатељима    | |
| 2002.         | Награда „Еми“                                             | Изврсна главна глумица у телевизијској комедији     | Рејчел Грин у Пријатељима    | |
| 2003.         | Награда „Избор тинејџера“                                 | Најбоља филмска глумица у драми/акцији/авантури     | Џастин Ласт у Доброј девојци | |
| 2003.         | Награда „Избор тинејџера“                                 | Најбоља глумица у ТВ комедији                       | Рејчел Грин у Пријатељима    | |
| 2003.         | Награда „Златни глобус“                                   | Најбоља глумица у ТВ серији - музичкој или комедији | Рејчел Грин у Пријатељима    | |
| 2004.         | Награда „Логи“                                            | Најпопуларнија прекоокеанска глумица                | Рејчел Грин у Пријатељима    | Награда „Логи“ се додељује у Аустралији, па отуда проистиче назив категорије.                                                          |
| 2004.         | Награда „Избор тинејџера“                                 | Најбоља глумица у ТВ комедији                       | Рејчел Грин у Пријатељима    | |
| 2006.         | Награда „Избор тинејџера“                                 | Најбоља „хемија“ на филму                           | Брук Мејерс у Раскиду        | Награду је добио и њен партнер из филма "Раскид", Винс Вон.                                                                            |
| 2007.         | Награда „Избор народа“                                    | Најомиљенија филмска глумица                        | Брук Мејерс у Раскиду        | |
| 2007.         | Избор жирија Међународног филмског фестивала "Cine Vegas" | Најбољи кратки филм                                 | Корежисер филма "Room 10"    | Награду је добила и друга режисерка овог филма Andrea Buchanan.                                                                        |